# Шметков, Виктор Анатольевич
Виктор Анатольевич Шметков (род. 31 марта 1963, Астрахань, РСФСР, СССР) — российский государственный деятель; министр внутренних дел по Чувашской Республике (с 2019), генерал-майор полиции (2019).

## Биография
Виктор Шметков родился 31 марта 1963 года в Астрахани. Учился в школе № 2C, закончил школу № 20 города Астрахани.
В 1985 году окончил механический факультет Астраханского государственного технического института рыбной промышленности и хозяйства. В 1985 году по комсомольской путевке поступил на службу младшим инспектором пожарной части № 4 Управления пожарной охраны УВД Астраханского облисполкома. Работал секретарем комсомольской организации УВД. Служил в подразделениях вневедомственной охраны при УВД Астраханской области.
В 1993 году по направлению УВД уехал в Москву, где три года отучился на очном отделении Академии МВД России, на факультете руководителей горрайорганов внутренних дел. В 1996 году после окончания Академии МВД был назначен на должность заместителя начальника ОВД Кировского района города Астрахань. В дальнейшем был назначен заместителем начальника милиции общественной безопасности УВД по городу Астрахань. С 1999 года в течение 6 лет возглавлял отдел внутренних дел Кировского района Астраханской области. С 2005 по 2015 годы проходил службу на руководящих должностях УВД Астраханской области. С сентября 2005 года по октябрь 2008 года руководил дежурной частью УВД по Астраханской области. С октября 2008 года по июль 2011 года являлся заместителем начальника УВД по Астраханской области — начальником штаба. В июле 2011 года дослужился до замначальника УМВД по Астраханской области.
В феврале 2015 года назначен на должность заместителя начальника ГУ МВД России по Волгоградской области, ему присвоено звание генерал-майора внутренней службы.
Указом Президента Российской Федерации от 7 сентября 2019 года № 425 В. А. Шметков назначен на должность министра внутренних дел по Чувашской Республике с присвоением ему специального звания «генерал-майор полиции».

## Семья и личная жизнь
Женат. В семье двое детей. Не курит. Любимый вид спорта — футбол.

## Награды
- Медаль «За отличие в охране общественного порядка»
- нагрудный знак Министерства внутренних дел Российской Федерации «Почетный сотрудник МВД»
- наградное оружие
- Медаль ордена «За заслуги перед Чувашской Республикой» (29 апреля 2025) — за вклад в обеспечение законности и правопорядка